# Vangelo del Salvatore
Il Vangelo del Salvatore o Vangelo di Berlino è un vangelo gnostico, scritto in lingua copta tra il II-III secolo da un proto-testo greco perduto. Contiene un dialogo tra il Salvatore (Gesù) e i suoi discepoli.
È parzialmente conservato nel frammentario papiro Berolinensis 22220 databile al VI secolo, pubblicato e studiato dal 1999. 
Non va confuso con altri testi apocrifi, come il Dialogo del Salvatore e il Libro del Salvatore.